# ستيف بيترسون
ستيف بيترسون (بالإنجليزية: Steve Peterson)‏ هو مهندس أمريكي، ولد في 1950، وتوفي في 15 يوليو 2008.